# Provo (moviment)

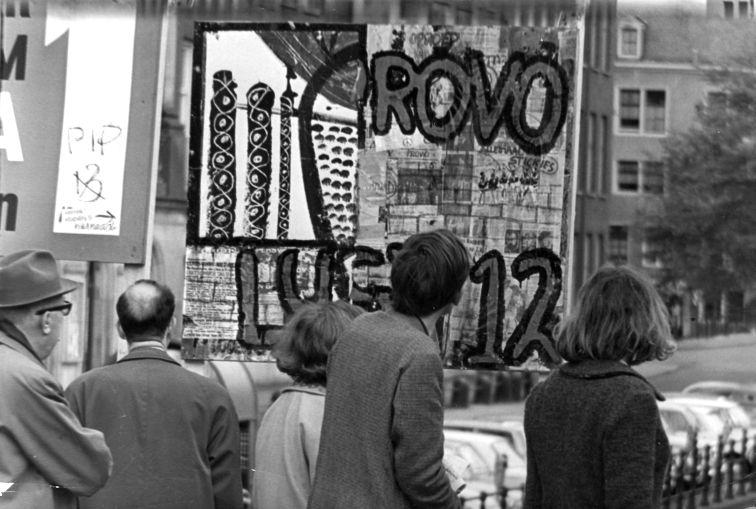
Primer cartell electoral del Partit Provo. Amsterdam, 8 maig 1966.

Provo va ser un moviment contracultural de caràcter anarquista. Adopta el nom de l'expressió utilitzada pel sociòleg Neerlandès Wouter Buikhuisen per referir-se als joves gamberros del carrer. Va ser fundat per Robert Jasper Grootveld i Roel van Duyn el maig de 1965. Els integrants del moviment es van dividir en dos grups. El grup teòric va ser impulsat per Van Duyn, aleshores estudiant de filosofia, amb l'aspiració de dotar de consciència revolucionària els moviments urbans de l'època. El segon gran grup estava constituït pels happeners, el màxim exponent dels quals va ser Robert Jasper Grootveld, artista, interessat en la màgia i gran agitador a través dels seus happenings exhibicionistes.

## Història
Entre 1965 i 1967, en les accions i intervencions públiques a Amsterdam i altres ciutats holandeses, el moviment contracultural de caràcter anarquista Provo es va dedicar a atacar per diversos flancs les estructures socials de l'Estat, combinant l'humor absurd i el cinisme amb la intenció de despertar el sentit crític del públic i provocar el canvi social. Tot i la seva breu existència, l'activisme conceptual i les propostes polítiques de Provo, fenomen equidistant entre un moviment artístic i un partit polític, van aconseguir capturar l'esperit de tota una generació d'holandesos, i van compartir època amb els inicis del moviment hippy.
Oficialment, el moviment va desaparèixer el maig de 1967, encara que una part dels seus integrants van continuar actius fins al juny de 1968. Diversos factors en van provocar la desaparició: d'una banda, els estaments oficials van intensificar la repressió contra tota mena de moviments revolucionaris juvenils, no només a Holanda sinó també en altres països, i això va comportar una certa desmoralització general. Alhora, però, els principals enemics del moviment van ser destituïts dels seus càrrecs oficials, i els sectors polítics més moderats van començar a integrar una part de les propostes Provo en els seus programes, cosa que desactivava alguns dels arguments del moviment. Un altre factor va ser el desmembrament del grup dirigent: alguns dels seus membres van decidir integrar-se a la vida política oficial, mentre que d'altres radicalitzaven la seva actitud d'oposició envers l'oficialitat.

### happenings
Els happenings i les accions dels membres de Provo, predecessors dels moviments de protesta que es van generar entorn del fenomen hippy dos anys més tard, pretenien agitar la consciència social, i posava èmfasi en temes com la importància de la salut i la conservació del medi ambient, o la transformació de la propietat privada en pública. Una de les primeres accions del moviment va ser l'anomenat Marihuettegame, concebut com un joc destinat a posar en relleu la ignorància dels estaments oficials, i en particular dels agents de policia, en relació amb el consum de cànnabis. El joc consistia a aconseguir ser detingut (per ser posat en llibertat sense càrrecs) per consumir substàncies com te, espècies, etc.

## Filosofia blanca
Juntament amb els seus principals líders, l'artista Constant [Nieuwenhuis] –que va editar el número 4 de Provo, dedicat íntegrament al seu projecte New Babylon–, va exercir un paper rellevant en la configuració de la base conceptual del moviment, anomenada filosofia blanca. Aquesta filosofia va donar lloc als plans blancs, o propostes estratègiques de política especulativa sobre el panorama polític que, majoritàriament, denunciaven problemes socials i tenien l'objectiu de convertir Amsterdam en una ciutat més habitable. Entre d'altres, van destacar:
- el Pla blanc de les bicicletes, que proposava l'ús massiu de la bicicleta com a mitjà de transport urbà per tal de disminuir el trànsit i la consegüent contaminació atmosfèrica.
- el Pla blanc per a l'allotjament, que impulsava l'ocupació d'edificis i apartaments buits per resoldre el greu problema d'habitatge a Amsterdam
- el Pla blanc de les xemeneies, durant el qual els integrants del grup es van dedicar a pintar de blanc les xemeneies de les instal·lacions industrials més contaminants. Entre les accions de protesta i conscienciació, una de les que va tenir més ressò va ser la seva oposició al casament de la Princesa Beatriu amb Claus von Amsberg, que havia estat membre de les Joventuts Nazis.[1]

## Activitats
A banda dels plans, el moviment també va desenvolupar la seva activitat en altres facetes, com l'organització de concerts, xerrades filosòfiques i sessions de jocs malabars, la creació d'espais per al consum controlat de drogues (predecessors de les actuals narcosales), etc. Per difondre les seves activitats i la seva filosofia, els provos van fer un ús extensiu de les publicacions en paper, entre les quals destaquen:
- De new Babylon informatief (quatre números publicats, Amsterdam, 1965-1966), en què Constant va desenvolupar les seves noves estratègies i projectes d'urbanisme
- Image (fullet setmanal)
- còmic God
- Nederland en Oranje
- un gran nombre d'octavetes i fulls de mà.

Una part d'aquestes publicacions van ser denominades Provocations, i numerades en sèrie de l'1 al 17.

## Revista Provo
Provo va ser una de les publicacions més representatives i destacades del moviment. El primer número, que va aparèixer el juliol de 1965, contenia el manifest Provo, escrit per Roel van Duyn, i incloïa receptes obsoletes per a la fabricació de bombes casolanes extretes de pamflets anarquistes del segle xix. A causa d'aquesta informació, que va ser considerada altament perillosa per la policia, quatre-cents dels cinc-cents exemplars que constituïen el tiratge van ser confiscats i destruïts.
En total es van publicar quinze números –amb una periodicitat inicialment mensual, que després es va anar fent més irregular– i un butlletí extraordinari de Provo, l'últim número del qual va aparèixer l'abril de 1967.
Com que els impressors oficials rebutjaven imprimir aquestes publicacions, considerades subversives, els integrants del col·lectiu es van haver d'ocupar directament de la impressió de la revista. Provo es va imprimir gairebé sempre en blanc i negre, amb l'excepció d'algunes portades i d'alguns números, impresos a dues tintes. Els números de l'1 al 6 estan impresos en ciclostil, i els números del 7 a l'extra en òfset.
En la seva producció, els factors estètics ocupaven un segon pla, si bé els autors procuraven allunyar-se de les estètiques publicitàries que s'havien estès a partir dels anys cinquanta. La uniformitat i la coherència del seu estil responen més aviat a les mancances tècniques i econòmiques que condicionaven els seus processos de producció: l'objectiu principal era obtenir el màxim nombre d'exemplars per aconseguir-ne una distribució al més àmplia possible, però amb el mínim pressupost. Per això van triar el format i les característiques formals que s'adaptessin més bé a aquests fins.
Provo comparteix amb les altres publicacions del moviment dos elements gràfics significatius. El símbol de la poma, o gnot, concebut el 1962 com una representació psicogeogràfica de la ciutat d'Amsterdam i transformat en el logotip no oficial del moviment, va aparèixer sovint no només a les pàgines de la revista i d'altres publicacions, sinó també en pintades urbanes. La trama de la paret de maons, per la seva banda, va ser un motiu recurrent, en un gest de complicitat amb la seva consideració dels murs –i, per extensió, de la ciutat mateixa– com una tela en blanc sobre la qual es podien expressar noves idees.
A l'Arxiu del MACBA es conserva la col·lecció completa de la revista, és a dir, els quinze números i el butlletí extra publicats. Cal destacar que el número 1 correspon a una edició facsímil que es va fer el 1966 per la revista belga REVO.

## Llista de membres destacats
- Duyn, Roel van; Stolk, Rob; Metz, Hans; Berk, Jaap; Calliauw, Koen; Bronkhorst, Peter; Burlage, Frans; Dekker, Pim; Dielemans, Joop; Groot, Rob de; Heerrikhuizen, Bart van; Kroeze, Garmt; Nieuwenhuys, Constant; Schimmelpenninck, Luud; Götze, Marja; Piesaa.[1]